# Libéma Open 2022
Libéma Open 2022 — тенісний турнір, що проходив на трав'яних кортах у місті Росмален, Нідерланди з 6 до 12 червня. Належав до категорій ATP 250 та WTA 250.

## Фінальна частина

### Чоловіки, одиночний розряд
Тім ван Рейтговен —   Данило Медведєв 6–4, 6–1

### Жінки, одиночний розряд
Катерина Олександрова —   Аріна Соболенко 7–5, 6–0

### Чоловіки, парний розряд
Губерт Гуркач /  Мате Павич —  Тім Пюц /  Майкл Вінус 7–6(7–3), 7–6(7–5)

### Жінки, парний розряд
Еллен Перес /  Тамара Зіданшек —   Вероніка Кудерметова /  Елісе Мертенс 6–3, 5–7, [12–10]